# Babax woodi
El babax indio o babax del monte Victoria (Babax woodi) es una especie de ave paseriforme de la familia Leiothrichidae propia de las montañas del noreste del subcontinente indio. Anteriormente se consideraba una subespecie del babax chino.

## Distribución y hábitat
Se encuentra únicamente en los montes Lushai y montes Chin, ubicados entre el noreste de la India y Birmania